# Simon de Cordes
Simon de Cordes ( ? - 1598) was een (Zuid-)Nederlands ontdekkingsreiziger en na het overlijden van admiraal Jacques Mahu leider van een expeditie van vijf schepen die Indië wilden bereiken.

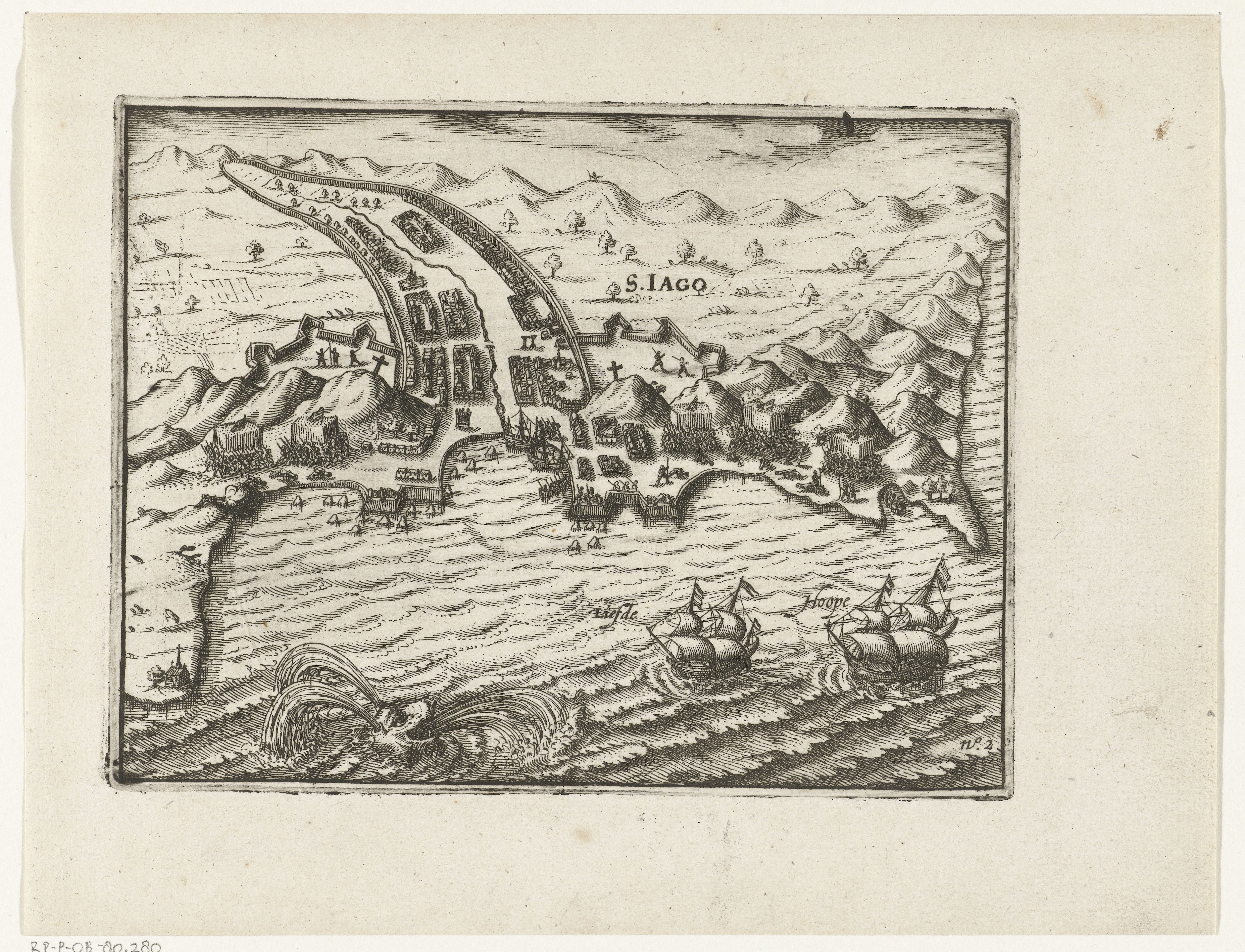
Gevechten met de Portugezen op de Kaapverdische Eilanden.

Deze eerste grote expeditie, georganiseerd door Pieter van der Hagen of Haegen uit Zeeland en Johan van der Veeken, bestond uit een vloot van vijf schepen en 494 (volgens andere bronnen 507) bemanningsleden om via de Straat Magellaan via Chili en Peru naar Indië te varen. 
De schepen met hun aanvankelijke kapiteins waren:
- De Hoop met Jacques Mahu als admiraal;
- De Liefde met Simon de Cordes als viceadmiraal
- Het Geloof met Gerrit van Beuningen
- De Trouwe met Jurriaan van Boekhout
- De Blijde Boodschap met Sebald de Weert.

Het ging de expeditie, die vertrok uit Rotterdam op 27 juni 1598, niet voor de wind. Bij de Kaapverdische Eilanden wilden de Portugezen hen niet laten bevoorraden, wat hen noodzaakte tot de verovering van het fort van Praia. Bij aankomst op de kust van Afrika hadden al vele mannen het leven gelaten door ziekten, waaronder admiraal Mahu. De leiding van de expeditie was overgenomen door Simon de Cordes, met Van Beuningen als viceadmiraal. Een uitbraak van scheurbuik dwong een landing bij Annobón op de kust van Guinea af en pas in januari 1599 werd de oversteek van de Atlantische Oceaan begonnen.

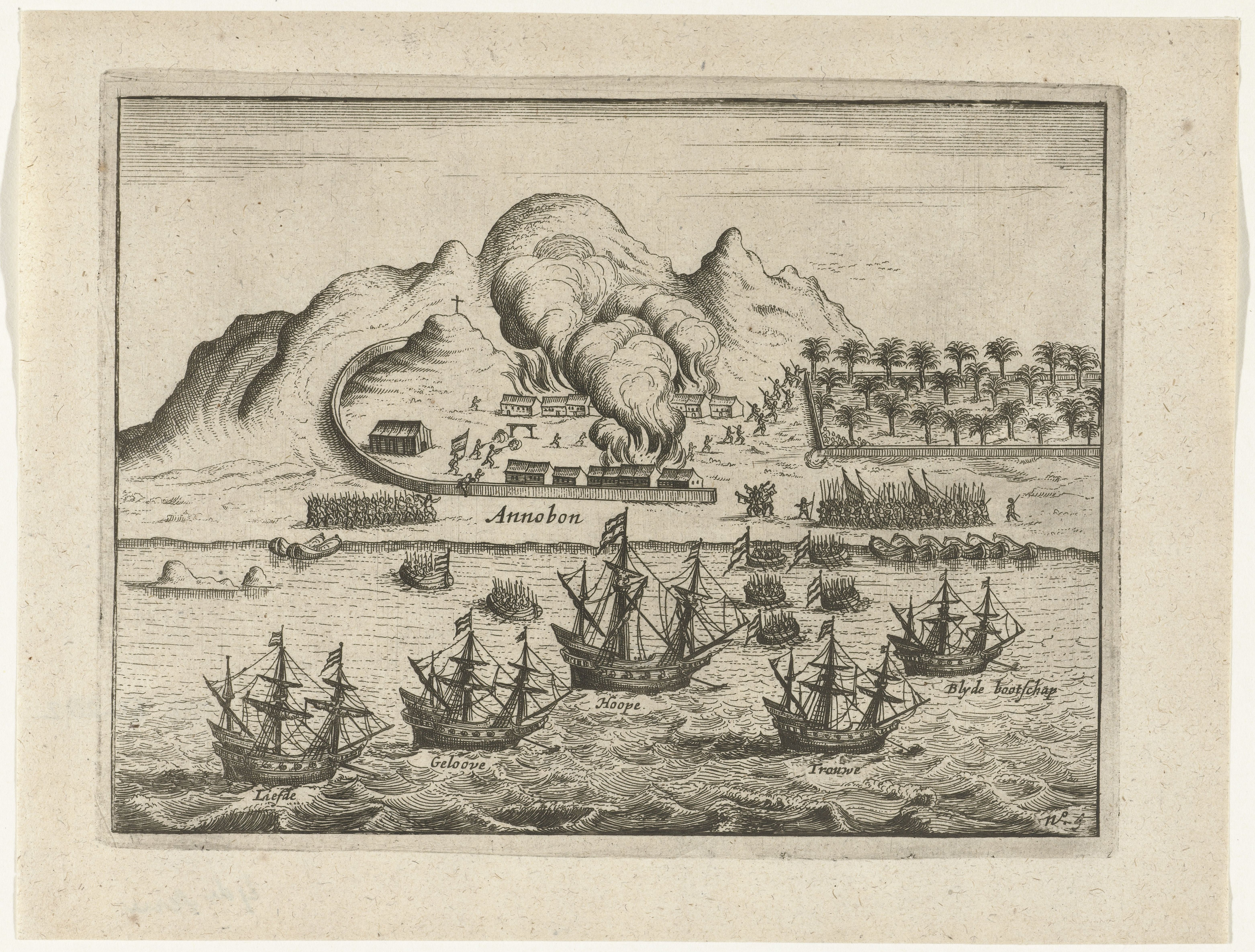
Landing bij Annobón. De Portugezen en de lokale bevolking steken het dorp in brand en vluchten de bergen in.

Bij aankomst bij de Straat Magellaan bleek de wind ongunstig te zijn en dit bleef zo voor de volgende vier maanden. Toen in september 1599 eindelijk de Grote Oceaan werd bereikt, kwamen de schepen in een storm terecht en verloren ze elkaar uit het oog. De bemanning kreeg genoeg van de reis en muiterij dreigde.
Twee van de schepen, de Geloof en de Trouwe, werden terug de Straat in geblazen vóór ook zij elkaar kwijtraakten. Het Geloof, met Sebald de Weert, probeerde met de expeditie van Olivier van Noort mee te varen, maar Van Noorts schepen waren sneller en na aan het oostelijke einde van de Straat nog pinguïns gejaagd te hebben, keerde hij terug naar Nederland. Onderweg ontdekte hij nog de Sebald Eilanden, nu bekend als de Jasoneilanden (nabij de Falklandeilanden).
De Trouwe, onder Balthasar de Cordes, slaagde er uiteindelijk in de Grote Oceaan te bereiken. Het landde op Chiloé, een eiland voor de kust van Chili. De Nederlanders veroverden daar een Spaans fort, de Spanjaarden werden in de kerk opgesloten en de Nederlanders plunderden het fort. Toen echter de lokale bevolking de Spanjaarden trachtte te doden, gaven de Nederlanders hen de vrijheid terug en verlieten het fort. De Nederlanders veroverden het fort een tweede maal, de Spanjaarden gaven zich over, maar werden vervolgens op verraderlijke wijze gedood. Spaanse versterkingen heroverden het fort en doodden vele Nederlanders. Men stak toen de Grote Oceaan over naar Tidore. Daar werden de meesten door de Portugezen gedood, de overlevenden werden gevangengenomen en naar Goa gevoerd.
De Blijde Boodschap, ook bekend als het Vliegend Hart, onder Dirck Gerritszoon Pomp, werd door een tekort aan provisie gedwongen de Spaanse haven Valparaíso aan te lopen, waar de bemanning gevangen werd gehouden.
De Hoop en de Liefde verloren een groot deel van de bemanning in gevechten met Indianen (die vermoedelijk dachten dat de Nederlanders Spanjaarden waren) en besloten daarna te trachten Japan te bereiken. De Hoop, onder Jacob Huydecoper (1568-1599), ging verloren, maar de Liefde, onder Jacob Janszoon Quackernaeck, bereikte Japan. 
Op 4 december 1602 lieten Isaac le Maire, zijn broer Salomon, Balthasar Coymans e.a. een acte bij de notaris opmaken omdat de schepen na drie jaar nog niet terug waren en de verzekeraar zou moeten uitbetalen.